# Albert Stein (Fahrzeughersteller)
Albert Stein war ein französischer Hersteller von Automobilen und Fahrrädern.

## Unternehmensgeschichte
Albert Stein gründete das Unternehmen, das seinen Namen trug. Der Standort war in Paris. Die Eintragung des Markennamens AS im Pariser Warenzeichenregister erfolgte am 10. September 1921. Er produzierte Automobile und Fahrräder, 1921 endete die Produktion. Es bestand keine Verbindung zu Automobiles A.S., die ab 1924 ebenfalls Automobile mit dem Markenzeichen AS vertrieben.

## Fahrzeuge
Das Unternehmen stellte Kleinwagen her.